# 山东省实验中学
山东省实验中学是一所位于中华人民共和国山东省济南市的省级重点高级中学，山东省首批“规范化学校”。现分本校区（走读制）、东校区（寄宿制）、西校区（寄宿制）、大学城校区（寄宿制）四个校区，其中除大学城校区外总占地面积为435亩，建筑面积为194000余平方米。

## 校史

### 解放战争时期
学校成立时正值济南解放期间，成立时名为“第一临时中学”，1948年9月济南解放后，更名为济南特别市市立第二中学（即现今山东省实验中学前身），由前临时二中合并组建。中国共产党任命中共党员王大彤为校长，1948年10月10日正式开课。此日也被定为校庆日。由于学校与华东大学交往密切，并由多名华大讲师授课，受其影响1949年后一段时期更名为“华大附中”。山东省实验中学是山东省最早创办的实验中学，也是全国最早的实验中学之一。

### 文化大革命时期
1960年7月，实验中学由经六路纬四路迁至经七路，扩大了校园面积，文化大革命时期，实验中学被诬为“资本主义的摇篮”，被迫改名为“济南市第二十二中学”，直到1976年文革结束后，学校方得以恢复校名。直至1986年，实验中学一直是一所全日制的完全中学。

### 扩张
1986年7月开始，根据上级决定，学校停招初中班，变成纯高中学校。2001年5月，为实施名校膨胀战略，经济南市政府批准，将济南第二师范学校改建为山东省实验中学东校。山东省实验中学西校区于2013年6月份完工，9月份正式招生，坐落于济南市槐荫区东营路以东、清源路以南、潍坊路以西、德州路以北，总投资100709万元，用地面积约13.33公顷，总建筑面积84000平方米。山东省实验中学西校区建成后，达到60个班的教学规模，可容纳3000名学生就读。
山东省实验中学教育集团于2017年成立，山东省实验中学也不断进行扩张。集团新建济南大学城实验高级中学（2018年）。该中学是济南市教育局直属的公办高中，位于长清大学城内，实行寄宿制。此外，济南新航实验外国语学校是2019年山东省实验中学教育集团与山东出版集团强强联合、精心打造的一所12年一贯制民办非营利学校，实行寄宿制。最后，集团托管德润校区。鹊华校区和盛福校区也将在2025年-2026年启用。

### 争议
自2022年方奎明就任山东省实验中学校长一职前后，山东省实验中学管理模式发生了一系列的变化，比如建设学校内部中央监控系统，设立实验对话场，强化学生管理和家校沟通，取消部分活动和部分社团，增设晚自习和周末延时活动等。这些举措在一定程度上改善了山东省实验中学由于扩招之后在高考成绩的不利地位，但是也在加大学生和老师的课业工作负担。2025年5月20日，于凤娟老师在教学楼自杀身亡引发社交媒体的部分传播。发布和悼念的推文被删除，且学校并未发表任何声明。

## 学校特色

### 活动
学校提倡素质为本，重视中华民族传统艺术，开设京剧、国学等活动小组，同时更将太极拳设立为课间操的项目之一，以弘扬和培育学生的民族精神和民族责任感。

### 国际交流
山东省实验中学经山东省教育厅批准，于2011年开设国际课程班项目，引进美国大学先修课程（AP课程）；与2024年首次开设英国课程（A-LEVEL体系）。
同时，学校也积极展开国际交流合作，每年都有访问团出访美、德、英、法、日、澳、匈、韩等国的友好学校。

## 学校精神
- 校训：博学日新，德行天下。
- 教育理念：为每个学生创造主动发展的无限空间
- 办学思路：以人为本 以学为本 发展为本 以质立校 以师兴校 科研强校
- 实验精神：务实求是 勇于探索 攀登不止 敢为人先
- 校训：博学日新 德行天下
- 校风：团结 勤奋 求实 开拓
- 教风：爱生 严谨 善诱 创新
- 学风：立志 刻苦 多思 进取

## 校歌
- 原：《向着明天展翅飞翔》

词：逯恒太、曲：李芳义。
- 现:《芳园何青青》

曲：王世光 、词：郭尚民

## 校徽
校徽近似外圆内方结构，以绿、黄两种颜色为主色，绿色环绕在校徽外沿且内镶于正方形中，黄色装点校徽的剩余部分。校徽正中部分为一朵花，寓意山东省实验中学的学生蓬勃健康发展。整个校徽看上去充满生命力和朴实感。

释义：要求师生终身学习，具有渊博而精深的知识；每天都要进步，具备创新的精神和能力；以“德”作为为人、处事、做学问的第一准则，把高尚的品格作为人生的首要追求。 （页面存档备份，存于）

## 历任校长
- 王大彤 1948.10-1951.9
- 宁汉戈 1951.9-1954.4
- 韩阳   1954.4-1959.3
- 王明   1957.8-1960.8
- 毕可欣 1959.3-1960.5
- 杜黎州 1960.8-1968.10
- 崔惟琳 1975.6-1981.10
- 李墉   1979.5-1980.12
- 李力   1980.12-1986.12
- 韩常   1986.12-1999
- 刘堃   1999-2010
- 王品木 2010-2016
- 韩相河  2016-2022
- 方奎明  2022-现在

## 友好学校
- 那贺高等学校（日本和歌山）
- 霍尔拜因中学（德国）
- 大永高等学校（韩国）
- 忠信中等学校（台湾）
- 侯萨托尼克谷地区高中（美国）
- 圣马洛玻立维兰高中（法国）
- 水原梅滩高中（韩国）

## 著名校友
- 李元正：原国防科工委副主任、总装备部副部长，中将军衔 1955级校友
- 王世光：中央歌剧芭蕾舞剧院院长 国家一级作曲家 1955级校友
- 黄新：原空军副政委，中将军衔 1960级校友
- 李国安：第十一届全国人大代表、山东省科学院新材料研究所研究员，曾任第十届全国人大代表、八届省政协常委 1960级校友
- 丛日刚：原总装备部科技委员会副主任，空军中将军衔 1962级校友
- 孙淳：演员 1971级校友
- 尹力：中国共产党和中华人民共和国政治人物，副国级领导人。第十八届中共中央候补委员，第十九、二十届中共中央委员。现任第二十届中共中央政治局委员兼中共北京市委书记 1977级校友
- 时间：中央电视台新闻评论部副主任 大型文献纪录片《周恩来》总编导 1978级校友
- 张璐：中华人民共和国外交部翻译司副司长、党和国家领导人首席翻译 1993级校友
- 张悦然：青年作家 1998级校友
- 杜江：演员 2000级校友
- 蔡浩宇：浩宇拓展集团及米哈游集团董事局主席兼總經理，任山东省政协预备委员 2002级校友